# Colpi di dadi, colpi di pistola
Colpi di dadi, colpi di pistola (Arizona Bushwhackers) è un film del 1968 diretto da Lesley Selander.
È un film western statunitense con Howard Keel, Yvonne De Carlo, John Ireland e Brian Donlevy.

## Produzione
Il film, diretto da Lesley Selander su sceneggiatura di Steve Fisher e Andrew Craddock, fu prodotto da A.C. Lyles per la A.C. Lyles Productions e girato a Santa Clarita, nel Red Rock Canyon State Park a Cantil e nel Vasquez Rocks Natural Area Park, in California.

## Distribuzione
Il film fu distribuito negli Stati Uniti nel marzo del 1968 dalla Paramount Pictures.
Altre distribuzioni del film sono state:
- in Germania Ovest il 23 aprile 1968 (Die Wegelagerer)
- in Svezia il 2 dicembre 1968
- in Danimarca il 30 aprile 1969 (Baghold i Arizona)
- in Austria (Die Wegelagerer)
- in Ungheria (Arizónai útonálló)
- in Spagna (Arizona)
- in Norvegia (Bakhold i Arizona)
- in Francia (Les rebelles de l'Arizona)
- in Grecia (Me grothia kai tsekouri)
- in Brasile (Pistoleiros do Arizona)
- in Italia (Colpi di dadi, colpi di pistola)

## Critica
Secondo Leonard Maltin il film è "un western di routine".

## Promozione
La tagline del film era: "A Johnny Reb dons a damn yankee uniform to pull the most daring plot of the war in The West".